# Barič (Golubac)
Pour les articles homonymes, voir Barič.
Barič (en serbe cyrillique : Барич) est un village de Serbie situé dans la municipalité de Golubac, district de Braničevo. Au recensement de 2011, il comptait 354 habitants.

## Démographie

### Évolution historique de la population
| 1948 | 1953 | 1961 | 1971 | 1981 | 1991 | 2002 | 2011 |
| ---- | ---- | ---- | ---- | ---- | ---- | ---- | ---- |
| 790  | 800  | 797  | 722  | 703  | 641  | 464  | 354  |

|  |